# Castelmaurou
Castelmaurou település Franciaországban, Haute-Garonne megyében. Lakosainak száma 4491 fő (2022. január 1.). Castelmaurou Bazus, Beaupuy, Garidech, Gragnague, Lapeyrouse-Fossat, Rouffiac-Tolosan, Saint-Geniès-Bellevue és Saint-Jean községekkel határos.

## Népesség
A település népességének változása:
| Lakosok száma | 918  | 1611 | 2849 | 3373 | 4029 | 4168 | 4273 | 4359 | 4406 | 4491 |
|               | 1968 | 1982 | 1990 | 2006 | 2013 | 2015 | 2017 | 2019 | 2020 | 2022 |